# 頸髄損傷
頸髄損傷（けいずいそんしょう、英語：Quadriplegia、アメリカ英語: Cervical cord injury）は、交通事故・スポーツ事故・高所からの転落等での頸椎の脱臼・骨折や頸髄自体の病気（腫瘍等）等により、頸髄を損傷して手足を動かしたり、痛みや温度等を感じたりすることができなくなってしまう（四肢麻痺）後遺障害。脊髄損傷で首の部分の脊髄の損傷を頸髄損傷と呼ぶ。略して頸損（けいそん）と呼ぶ。

## 受傷原因
頸髄は首の骨で守られているので、日常生活で傷つくことはまれだが、高齢者の場合では転倒による受傷もある。原因として多いのは事故による首の骨の脱臼・骨折にともなう頸髄の損傷。事故には高所からの転落、交通事故、落下物の衝突、スポーツ（ラグビーやアメフト、器械体操、プロレス、スノーボードやスキー、浅いプール・海・川での飛び込み等）などがある。他の原因として首の骨や脊髄自体の病気（腫瘍など）がある。男女比は原因にも関係あるためか、男性の方が圧倒的に多い。若年層ではバイクでの事故が目立つ。日本の場合、脊髄損傷の内、およそ75%が頸髄損傷である（日本せきずい基金の調査による）。

## 一般的症状
脊髄が傷つくと、そこから下にある神経がマヒするため、体が動かなくなり皮膚の感覚もなくなる。傷つく部分が脳から近ければ近いほどマヒする神経が多くなり、それだけ障害も重くなる。頸髄の場合、ほんの少し傷つくところが違うだけで、動くところや感じるところが大きく変わる。脊髄からはたくさんの神経がのび、頸髄からも頸神経とよばれる神経が7対のびている。この神経を通常は上からC1〜C7とよび、それぞれが身体の運動や知覚を少しずつ分担している。傷の程度によって、完全に神経が途切れて、まったく動かない場合を完全マヒ、部分的に途切れて、所々動かない場合を不全マヒと呼ぶ。ただし厳密には完全マヒと不全マヒに分かれるのではなく一人ひとりで症状が異なる。1つの障害名でくくってしまうのが無理に思えるほど症状に個人差が大きく、全く同じ状態の人は2人としていないといってもよい程様々な症状がある。
運動機能
完全マヒでは、胸から下は動かすことが出来ない。そのため立って歩くことができないので、車椅子が必要となる。腕は頸髄の傷ついた部分によって動かすことが出来たり、できなかったり、微妙に変わってくる。頸髄には呼吸するための神経もあるため傷ついた部分によっては自分で呼吸ができず、人工呼吸器が必要なことがある。また座った状態で左右に手を付き、お尻を浮かす動作（プッシュアップ）が出来る場合はベッドから車いすへの乗り移りなどが可能となる為とても重要な動作となる。麻痺した足などを触ったり移動したりすると、自分の意志とは関係なく動いたり、痙攣を起こすことがある。これを痙性（けいせい）といい、寒いときには酷く成る事がある。
知覚機能
麻痺している部分では、触った感覚が痛み、熱さ、冷たさなど温度の感覚がわからない。このため、怪我に気づくのが遅れたり、火傷をしやすい、褥創（じょくそう）（床ずれ）が出来易いなどと言う事がある。褥創は、身体の同じ部位が長時間圧迫されることで血行が悪くなり、そこの皮膚や肉が死んでしまう事で、悪化すると感染症を起こし、死に至ることもある。褥創を予防するためには頻繁に姿勢を変える必要があり、睡眠中の体位交換やプッシュアップが重要な動作となる。
体幹機能
腹筋・背筋をはじめ様々な筋肉が麻痺している為座った姿勢を保つことが非常に困難となる。
自律神経
汗が出ないため体温調節が困難となる。暑さ・寒さに非常に弱く、エアコンが必需品となる。又、身体を起こすと血液が下に下がってしまい、貧血を起こしやすくなる（起立性低血圧）。ときに、膀胱（ぼうこう）に尿が一杯溜まった時や、排便する時に血圧が急上昇し頭痛、発汗、痙性が酷く成る事がある（過反射）。放っておくと脳出血を起こすこともあり危険な状態となる。
排泄機能
排泄するときに使う筋肉がマヒしているため、通常通り行うことができなくなる。そのため、さまざまな工夫が必要となる。排便に関しては、排便日を決め下剤と座薬で排便を促す方法がよく使われる。排尿に関しては、次のような方法がある。

### 導尿法
カテーテルと呼ばれる清潔な管を、尿道から膀胱へ差し込み排尿する。障害者自身で行う場合を「自己導尿」あるいは「セルフ」という。
尿道括約筋切除術
尿道のまわりにある筋肉を削り取ることにより、常に尿が尿道から漏れ出てくるようにする。日常生活では尿を溜めておく「集尿器」を装着する。
膀胱ろう造設術
下腹部から膀胱に穴を開け、そこにカテーテルを差し込んだままにしておく。カテーテルの出口にビニールのパックをつけ、常に排尿し溜めておくようにする。不全マヒの場合には、感覚があったり、排尿が通常通りに行えることもある。なかには立ち上がったり、歩行できる場合もある。

## 治療について
頭部外傷を扱う脳神経外科では、頚椎・頚髄損傷を治療する機会も多い。頸髄損傷に対する治療は損傷型により治療法が異なるだけでなく、各症例に応じて術式の追加が必要なことがあり、その追加術式の有無により予後が変わる可能性も否定できない。手術のタイミングを論じるにあたって、そもそも適切な術式選択でさえ、まだコンセンサスが得られていないのが現状である。今後は、iPS細胞などの再生医療に期待が集まっている。しかし臨床応用までにはまだ時間が必要である。それまでの間、頚髄損傷に対して最善の治療を行うとすれば、超急性期の手術、急性期の積極的リハビリテーション、ステロイド大量療法に代わる薬物療法など検討すべきことは多い。